# Stanley Cup 2011
La finale della Stanley Cup 2011 è stata una serie al meglio delle sette gare che ha determinato il campione della National Hockey League per la stagione 2010-11. Questa fu la 118ª edizione della Stanley Cup. Al termine dei playoff i Boston Bruins, campioni della Eastern Conference,si sfidarono contro i Vancouver Canucks, vincitori della Western Conference. La serie iniziò il 1º giugno, per terminare due settimane dopo il 15 giugno, e vide la conquista da parte dei Bruins della Stanley Cup per 4 a 3. I Bruins vensero la loro sesta Stanley Cup ed interruppero un digiuno lungo 39 anni. Il portiere dei Bruins Tim Thomas fu premiato con il Conn Smythe Trophy come miglior giocatore dei playoff.
I Canucks poterono usufruire del fattore campo grazie alla conquista della Presidents' Trophy avvenuta al termine della stagione regolare, grazie ai 117 punti guadagnati. Vancouver fu la prima squadra canadese ad accedere alla finale di Stanley Cup con il fattore campo a proprio favore dal 1993, anno in cui i Montreal Canadiens vinsero la Stanley Cup. Il successo dei Canadiens rappresentò l'ultimo successo delle squadre provenienti dal Canada.
Nelle loro precedenti apparizioni in finale, sia Boston che Vancouver furono sconfitte da squadre capitanate da Mark Messier. Nella Stanley Cup del 1990 Boston fu sconfitta dagli Edmonton Oilers capitanati da Messier in cinque partite, mentre Vancouver fu sconfitta dai New York Rangers in sette gare nell'edizione del 1994, con Messier stesso autore della rete decisiva della serie.
Patrice Bergeron divenne il venticinquesimo giocatore, l'ottavo canadese, a diventare membro del Triple Gold Club, avendo vinto sia una medaglia d'oro olimpica, un Campionato mondiale di hockey su ghiaccio e la Stanley Cup.

## Contendenti

### Boston Bruins
I Bruins terminarono la stagione regolare vincendo la Northeast Division con 103 punti, guadagnando la posizione numero 3 nella griglia della Eastern Conference. Al primo turno sconfissero dopo sette partite i loro acerrimi rivali, i Montreal Canadiens, incontrati per la 33ª volta nei playoff. I Bruins poi spazzarono via i Philadelphia Flyers al secondo turno con un secco 4-0, con un totale di reti di 20–7. Infine in occasione della finale di Eastern Conference, Boston sconfisse i Tampa Bay Lightning per 4-3.
Questa fu la 18ª presenza in finale di Stanley Cup per i Bruins, la prima per loro dopo quella del 1990, occasione in cui cedettero in cinque partite agli Edmonton Oilers. Questo fatto permise a Boston di unirsi a Filadelfia come uniche città sede di squadre qualificatesi alle finali di tutti i quattro principali sport americani negli anni 2000: i Patriots vinsero il Super Bowl XXXVI nel 2002, XXXVIII nel 2004 e XXXIX nel 2005, perdendo l'edizione XLII nel 2008; i Red Sox vinsero le World Series nel 2004 e nel 2007 ponendo così fine alla maledizione del Bambino; i Celtics trionfarono nelle NBA Finals del 2008 e persero quelle del 2010. Boston vinse la sesta Stanley Cup della propria storia, la prima dopo il successo sui New York Rangers nel 1972, rendendo Boston la prima città capace di vincere nel nuovo millennio tutte e quattro le competizioni. In aggiunta Boston batté Philadelphia per aver impiegato meno tempo a raggiungere tutte e quattro le finali sportive nel nuovo millennio, infatti mentre per Philadelphia furono necessari 9 anni, per Boston bastarono solo 3 anni ed otto mesi.

### Vancouver Canucks
I Canucks, giunti alla quarantesima stagione della loro storia, terminarono la regular season con il primato di 117 punti, vincendo il loro primo Presidents' Trophy, ed il titolo della Northwest Division. Nel primo turno dei playoff, i Canucks affrontarono per la terza volta consecutiva i Chicago Blackhawks, dopo aver perso nelle due occasioni precedenti. Dopo un parziale per Vancouver di tre gare a zero, Chicago costrinse i Canucks a disputare Gara 7. Vancouver vinse l'incontro e la serie soltanto ai supplementari, grazie ad una rete di Alexandre Burrows. Nel secondo turno invece i Canucks eliminarono i Nashville Predators in sei partite, vincendo in cinque occasioni con un solo gol di scarto. Vancouver infine nella finale della Western Conference sconfisse per 4-1 i San Jose Sharks.
Per Vancouver si trattò della terza apparizione alle finali di Stanley Cup. Nei due precedenti vennero sempre sconfitti dalle formazioni di New York: nel 1994 furono sconfitti dai Rangers, mentre nel 1982 persero contro gli Islanders. L'ultima squadra canadese capace di vincere il titolo è stata quella dei Montreal Canadiens nel 1999. I Canucks sono la prima squadra canadese ad approdare in finale dopo gli Ottawa Senators nel 2007.
Dopo aver ospitato l'anno precedente i XXI Giochi olimpici invernali, i Vancouver Canucks speravano di ripetere il successo della nazionale canadese, fatto già successo prima in due occasioni. Montreal ospitò i Giochi della XXI Olimpiade nel 1976 e la finale l'anno successivo, dove i Canadiens vinsero la Stanley Cup. I Calgary Flames vinsero il titolo nel 1989, un anno dopo i XV Giochi olimpici invernali.

## Serie

### Gara 1
| Arbitri: | Stephen Walkom Dan O'Rourke |

|  |           |              |
|  | Marcatori | 59:41 Torres |

### Gara 2
| Arbitri: | Kelly Sutherland Dan O'Halloran |

|                          |           |                                     |
| Lucic 29:00 Recchi 31:35 | Marcatori | 12:12, 60:11 Burrows 49:37 D. Sedin |

### Gara 3
| Arbitri: | Stephen Walkom Dan O'Rourke |

|              |           | |
| Hansen 53:53 | Marcatori | 20:11 Ference 24:22, 57:39 Recchi 31:30 Marchand 35:47 Krejčí 51:38 Paille 58:06 Kelly 59:29 Ryder |

### Gara 4
| Arbitri: | Kelly Sutherland Dan O'Halloran |

|  |           |                                                  |
|  | Marcatori | 11:59, 43:39 Peverley 31:11 Ryder 33:29 Marchand |

### Gara 5
| Arbitri: | Stephen Walkom Dan O'Rourke |

|  |           |                |
|  | Marcatori | 44:35 Lapierre |

### Gara 6
| Arbitri: | Kelly Sutherland Dan O'Halloran |

|                               |           |                                                                   |
| H. Sedin 40:22 Lapierre 57:34 | Marcatori | 05:31 Marchand 06:06 Lucic 08:35 Ference 09:45 Ryder 46:59 Krejčí |

### Gara 7
| Arbitri: | Dan O'Halloran Stephen Walkom |

|                                             |           |  |
| Bergeron 14:37, 37:35 Marchand 32:13, 57:16 | Marcatori |  |

## Roster dei vincitori
| Vincitori della Stanley Cup 2011 Boston Bruins | Portieri: Tuukka Rask, Tim Thomas Difensori: Tomáš Kaberle, Andrew Ference, Zdeno Chára (C), Dennis Seidenberg, Adam McQuaid, Johnny Boychuk Attaccanti: Gregory Campbell, Tyler Seguin, Chris Kelly, Patrice Bergeron (A), David Krejčí, Brad Marchand, Rich Peverley, Milan Lucic, Daniel Paille, Nathan Horton, Shawn Thornton, Mark Recchi (A), Michael Ryder Staff Tecnico: Claude Julien (Allenatore), Doug Houda (Ass. allenatore), Geoff Ward (Ass. Allenatore) |